# Martin Palsmar
Martin Palsmar (født 23. maj 1970) er en dansk komponist, musikhistoriker og sanger, uddannet fra Musikvidenskabeligt institut i København 2005, med speciale i forholdet mellem musik og sprog i Heinrich Schütz historiekompositioner. Private kompositionsstudier hos Andy Pape, Ib Nørholm og Jan Maegaard. Som komponist har Palsmar primært beskæftiget sig med vokalmusik, selvom også kammermusik og værker sinfonietta og fuldt orkester indgår i værklisten. Han har siden 1987 været medlem af Dansk Komponistforening; Modtager af Astrid og Axel Agerbys Mindelegat 1991. Palsmar blev medlem af Danmarks Radios Koncertkor 2001 og modtog DR ensemblers venneforenings hæderslegat 2011 for sit arbejde med formidling af korets aktiviteter bl.a. som medlem af korets bestyrelse og som idemand og redaktør bag udgivelsen af festskriftet "På Elverskud – strejftog i den professionelle korsang i Danmark" . Palsmar har endvidere optrådt som solist i adskilligere opførelser bl.a. af Messias, Mozarts Requiem, Carmina Burana m.fl.

## Eksterne klder og henvisninger
Om Martin Palsmar  Arkiveret 1. december 2008 hos  Wayback Machine